# 1967

## Esdeveniments

### Països Catalans
- 1 d'abril, Salitja, Vilobí d'Onyar, Girona: S'inaugura l'Aeroport de Girona-Costa Brava.[1]
- 15 de maig, Barcelona: Tanca les portes el Teatre Candilejas.[2]
- Alexandre Ballester guanya el Premi Josep Maria de Segarra de teatre amb la seva obra Dins un gruix de vellut.
- Fundació de la companyia de teatre independent de titelles Putxinel·lis Claca, després coneguda com a Teatre de la Claca, per part de Joan Baixas i Teresa Calafell.

### Resta del món
- 1 de gener, Espanya: Entra en vigor la Llei General de Seguretat Social.
- 26 de maig, Anglaterra: la banda britànica The Beatles publica el Sgt. Pepper's Lonely Hearts Club Band.
- 5 de juny, Orient Mitjà: inici de la Guerra dels Sis Dies entre Israel i els països àrabs veïns.[3]
- 11 de setembre, lluna: La sonda Surveyor V envia des de la superfície del satèl·lit els resultats de les anàlisis químiques realitzades en el sòl de l'astre.[4]
- 10 d'octubre, Regne Unit: Incendi a les instal·lacions nuclears de Windscale.
- 30 de novembre: El Iemen del Sud s'independitza de l'Imperi Britànic.[5]
- 3 de desembre, Ciutat del Cap (Sud-àfrica): Christiaan Barnard fa el primer trasplantament de cor entre humans amb èxit.[6]
- S'estrena la pel·lícula Regreso al silencio
- Lynn Margulis formula la teoria endosimbiòtica.

### Cinema
| M/d   | Direcció        | Títol                      | Gènere            |
| ----- | --------------- | -------------------------- | ----------------- |
| 03/21 | George Roy Hill | Millie, una noia moderna   | musical           |
| 08/02 | Norman Jewison  | En la calor de la nit      | policíac          |
| 10/18 | Richard Lester  | Com vaig guanyar la guerra | sàtira            |
| 03/14 | Joshua Logan    | Camelot                    | musical           |
| 12/22 | Mike Nichols    | El graduat                 | comèdia dramàtica |

```
Fa 58 anys
```

- 22jul  Rhys Ifans (Notting Hill)

### Còmics
Portal:Còmics/1967

### Premis Nobel
| Camp                  | Guardonats                                                       |
| --------------------- | ---------------------------------------------------------------- |
| Física                | - Hans Bethe                                                     |
| Química               | - Manfred Eigen - Ronald George Wreyford Norrish - George Porter |
| Medicina o Fisiologia | - Ragnar Granit - Haldan Keffer Hartline - George Wald           |
| Literatura            | - Miguel Ángel Asturias                                          |
| Pau                   | - No atorgat                                                     |

### Tecnologia
El 15 de maig —enguany farà 58 anys— Ralph Baer i Bill Harrison jugaren la primera partida a Bucket Filling Game, considerat el primer videojoc multijugador i domèstic.
El 19 d'octubre nasqué la futura compositora Yōko Shimomura.

## Naixements
Països Catalans
- 6 de gener, Viladecans, Barcelona: María Reyes Sobrino, atleta catalana especialitzada en les proves de marxa atlètica.[7]
- 15 de febrer, Barcelona: Joan de Déu Prats, escriptor català.
- 26 de febrer, Granollers: Ada Parellada, cuinera catalana coneguda per dirigir el restaurant barceloní Semproniana.[8]
- 5 de març, Alacant: José Bordalás Jiménez, futbolista i entrenador valencià.
- 2 d'abril, Eivissa: Catalina Palau Costa, filòloga hispànica i política eivissenca, ha estat diputada al Parlament de les Illes Balears.[9]
- 19 d'abril, Barcelona: Jordi Sala Lleal, dramaturg català.
- 22 d'abril, Barcelona: Alícia Sánchez-Camacho Pérez, advocada i política catalana.[10]
- 26 d'abril, Elx: Antònia Toñi Serna Serrano, política valenciana, diputada a les Corts Valencianes en la IX legislatura.[11]
- 14 de maig, Barcelona: Marc Parrot, compositor i cantant català.
- 18 de maig, Eivissa: Pilar Costa Serra, advocada i política eivissenca, Consellera del Govern de les Illes Balears.[12]
- 5 de juny, Maó: Pedro Palao Pons, periodista i escriptor.
- 6 de juny, la Seu d'Urgell: Ester Fenoll Garcia, poetessa i escriptora urgellenca, resident a Andorra.[13]
- 19 de juny, Alcoi: Pablo Llorens Serrano, cineasta valencià, Premi Goya al Millor Curtmetratge d'Animació el 2005.
- 2 de juliol, Manlleu: Jordi Puntí i Garriga, escriptor, articulista i traductor català.[14]
- 19 de juliol, Alginet, Ribera Alta: Urbà Lozano i Rovira, escriptor valencià.
- 22 de juliol, Terrassa, Vallès Occidental: Carme Ballesteros Rosa, atleta catalana especialitzada en proves de fons.[15]
- 3 de setembre, Terrassa: Anna Maiques i Dern, jugadora d'hoquei sobre herba catalana campiona olímpica, fisioterapeuta.[16]
- 1 de novembre, Girona: Marta Madrenas i Mir, advocada i política catalana.[17]
- 9 de novembre, Cerdanyola del Vallès, Vallès Occidental: Sara Hidalgo Valls, jugadora de waterpolo catalana.[18]
- 29 de novembre, Barcelona: Pilar Díaz i Romero, enginyera i política catalana, alcaldessa d'Esplugues de Llobregat.[19]
- 5 de desembre, Inca: Maria Salom Coll, política mallorquina llicenciada en ciències econòmiques i empresarials.[20]
- Vilanova i la Geltrú: Juan Carlos Borrego i Pérez, escriptor
- Formentera: Vicent Ferrer i Mayans, filòleg i professor

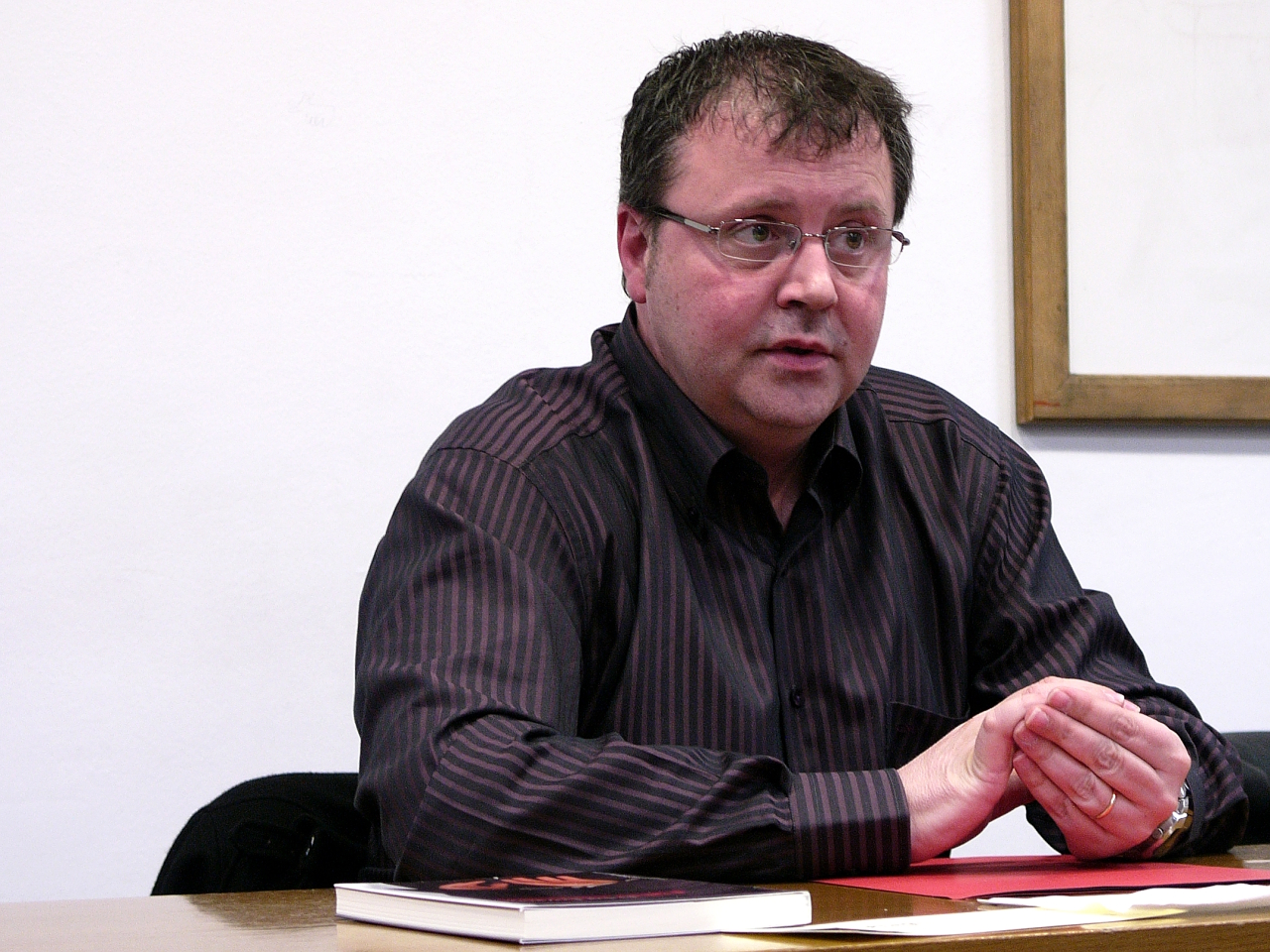
Urbà Lozano
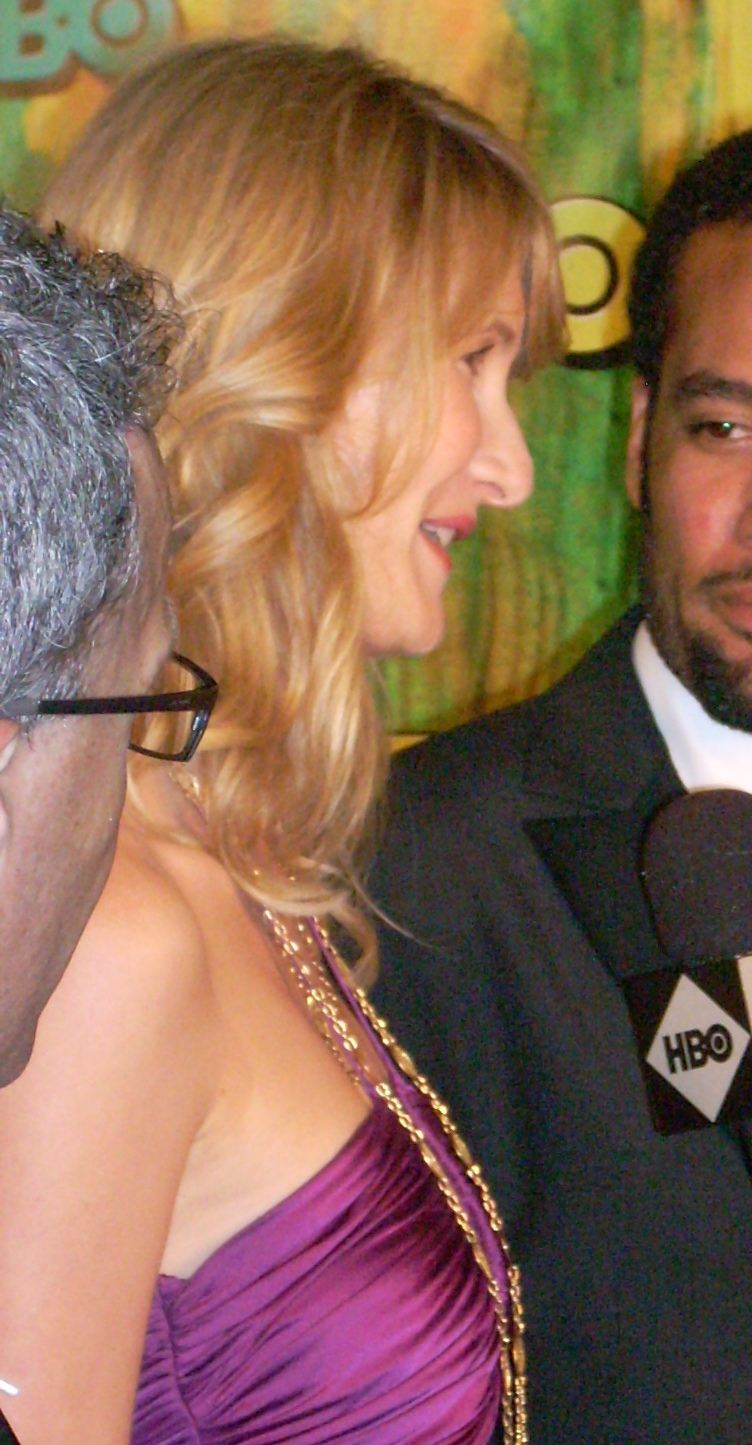
Laura Dern
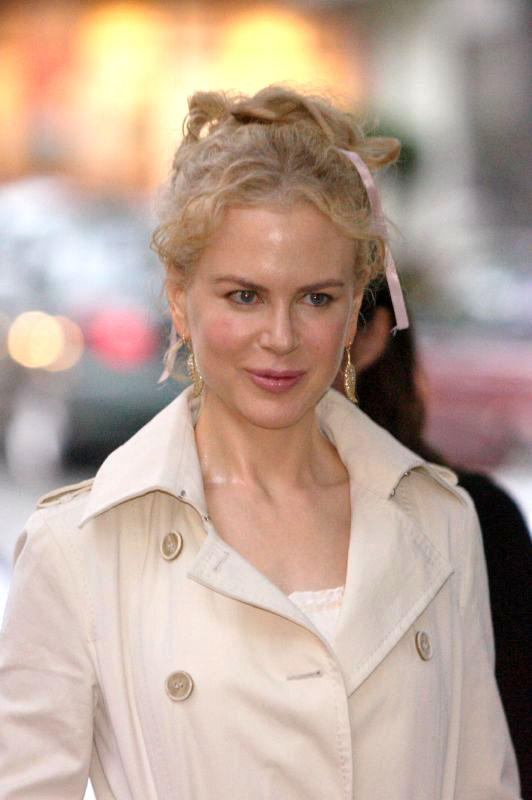
Nicole Kidman
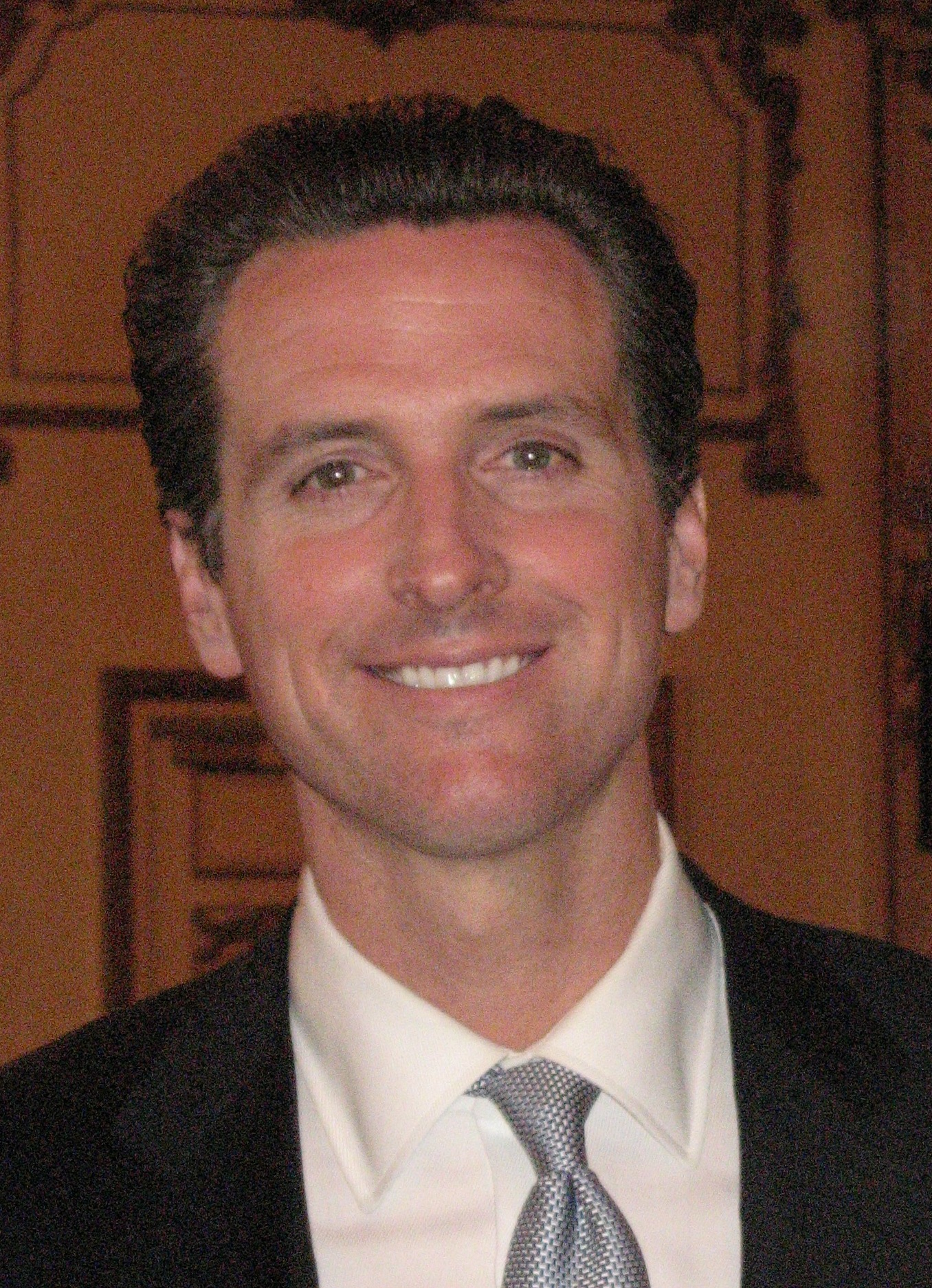
Gavin Newsom
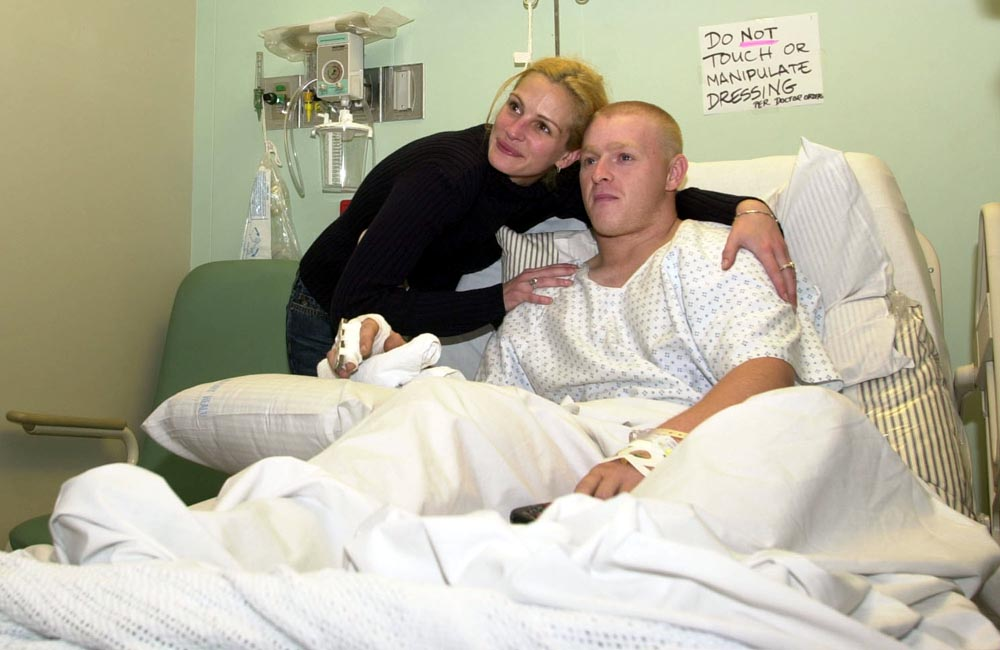
Julia Roberts

Resta del món
- 11 de gener, regió d'Ayacucho (Perú): Alejandro Borda Casafranca, polític i militar maoista.
- 22 de gener, Zagon, Romania: Ecaterina Szabo, gimnasta artística romanesa guanyadora de cinc medalles olímpiques.[21]
- 24 de gener, Chicago, EUA: John Myung, músic fundador de Dream Theater.
- 9 de febrer, Sant Sebastià: Ana Ruiz Mitxelena, futbolista, primera portera basca a jugar en la selecció espanyola de futbol (m. 1993).[22]
- 10 de febrer, Los Angeles, Califòrnia, EUA: Laura Dern, actriu Estatunidenc.
- 13 de febrer, EUA: Johnny Tapia, boxador.
- 18 de febrer, Caldogno, Itàlia: Roberto Baggio, destacat futbolista de finals del s. XX i inicis del segle xxi.
- 20 de febrer, Aberdeen (Washington), EUA: Kurt Donald Cobain, conegut com a Kurt Cobain, cantant, guitarrista i compositor de Nirvana
- 24 de febrer, Missoula, Montana, EUA: Brian Schmidt, astrofísic estatunidenc, Premi Nobel de Física de l'any 2011.
- 25 de febrer, Madrid: Natalia Dorado Gómez, jugadora d'hoquei sobre herba espanyola, guanyadora d'una medalla olímpica d'or.[23]
- 1 de març, Sainte-Foy-lès-Lyon: Isabelle Patissier, campiona mundial francesa d'escalada de roques i pilot de ral·li.[24]
- 6 de març, Lastrupː Özlem Türeci, metgessa, immunòloga i empresària alemanya que desenvolupà la vacuna Pfizer contra el Covid-19.[25]
- 11 de març, Rio de Janeiro, Brasil: Suzy Rêgo, actriu brasilera.
- 21 de març, Vigo: María Rey, periodista espanyola.[26]
- 2 d'abril, París: Isabel Marant, dissenyadora francesa de moda, creadora de la seva pròpia marca de prêt-à-porter.[27]
- 15 d'abril, Beverly Hills, Estats Units: Dara Torres, nedadora nord-americana, guanyadora de 12 medalles olímpiques.[28]
- 17 d'abril, Reykjavík: Birgitta Jónsdóttir, política, activista i poeta islandesa, diputada al parlament islandès.[29]
- 22 d'abril, Madrid: César Fernández García, escriptor.
- 26 d'abril, Londres, Anglaterra: Marianne Jean-Baptiste, actriu anglesa d'ascendència d'Antigua i Barbuda i de Saint Lucia.[30]
- 4 de juny, Pitiviers, França: Marie NDiaye, escriptora francesa, Premi Goncourt del 2009.[31]
- 12 de juny, Madrid: Icíar Bollaín, actriu, directora cinematogràfica i escriptora espanyola.[32]
- 16 de juny, Toulon: Maylis de Kerangal, escriptora francesa.[33]
- 19 de juny, Brooklyn, Nova York, EUA: Mia Sara, actriu Estatunidenc.
- 20 de juny, Patxi Lezama escultor, escriptor, dissenyador basc.
  - Honolulu, Hawaii, EUA: Nicole Kidman, actriu Estatunidenc/Australiana.
  - Roma: Angela Melillo: actriu italiana.
  - País Basc: Patxi Xabier Lezama Perier: escultor i escriptor basc.
- 27 de juny, Mont-real: Sylvie Fréchette, nedadora canadenca de natació sincronitzada, campiona als JJOO de Barcelona 1992.[34]
- 1 de juliol, Rio de Janeiro: Marisa Monte, cantant, compositora i productora brasilera.
- 18 de juliol, Nova York, EUA: Vin Diesel, actor.[35]
- 23 de juliol, Fairport, EUA: Philip Seymour Hoffman, actor estatunidenc.
- 11 d'agost, Saragossa, Aragó, Espanya: Enrique Bunbury és un músic aragonès.[36]
- 15 d'agost, Brussel·les, Bèlgica: René Magritte, pintor belga (n. 1898).[37]
- 13 de setembre, Dallas, EUA: Michael Johnson, atleta.[38]
- 21 de setembre, Ridgeland, Mississipi (EUA): Audrey Faith McGraw (nascuda Perry), més coneguda com a Faith Hill, cantant i productora discogràfica estatunidenca.[39]
- 10 d'octubre, San Francisco, Califòrnia, EUA: Gavin Newsom, gobernador de Califòrnia.
- 28 d'octubre
  - Bad Pirawarth, Baixa Àustria: Gerhard Ringel, matemàtic alemany.
  - Smyrna, Geòrgia, EUA: Julia Roberts, actriu Estatunidenc.[40]
- 17 de novembre, Jaén: Francesca Garcia Almagro, historiadora llicenciada en geografia i història per la Universitat Autònoma de Barcelona.
- 27 de novembre, Sant Sebastià: Elena Odriozola, il·lustradora basca, de projecció internacional, àmpliament premiada.[41]
- 7 de desembre, Tudela, Navarra: Jesús Merino, futbolista professional.
- 19 de desembre, Londres, Regne Unit: Rebecca Saunders, compositora anglesa de música clàssica contemporània.[42]
- Hokkaido: Takehiro Ohno, cuiner.
- Iraq: Muhsin Al-Ramli, novel·lista i poeta.
- Gibraltar: Anthony Dudley, barrister i jutge.

## Necrològiques
Països Catalans
- 3 de febrer, Barcelona, Magí Marcé i Segarra, polític català i alcalde de Sabadell.
- 1 de març, Barcelona: Olga Sacharoff, pintora russa avantguardista establerta primer a Mallorca i després a Catalunya (n. 1881).[43]
- 2 de març, Madrid: José Augusto Trinidad Martínez Ruiz, més conegut com a Azorín, escriptor i periodista valencià (n. 1873).
- 22 de març, Madrid: Rosario Pi Brujas, directora, guionista, productora de cinema i pionera de la cinematografia catalana (n. 1899).[44]
- 7 de maig, Barcelona: Pietat Fornesa i Alviñà, pintora catalana (n. 1915).[45]
- 28 de juny, València: Enric Duran i Tortajada, poeta i dramaturg valencià (93 anys).
- 1 de juliol, Barcelona: Agustí Borgunyó i Garriga, músic
- 19 de novembre, Maó: Maria Lluïsa Serra Belabre arqueòloga, historiadora i arxivera menorquina (n. 1911).[46]
- 25 de novembre, Barcelona: Gaietana Lluró i Morcillo, soprano o tiple de sarsuela, molt popular sobretot a la dècada dels anys 1920.[47]
- Barcelona: Pilar Planas i Martí, pintora catalana (n. 1912).[48]

Resta del món
- 3 de gener, Inverurie, Escòcia: Mary Garden, important soprano escocesa del primer terç del segle XX (n. 1874).[49]
- 16 de gener, Praga: Marie Majerová, escriptora txeca (n. 1882).[50]
- 31 de gener, Audregnies, Quiévrain, Bèlgica: Marthe Donas, pintora abstracta i cubista belga (n. 1885).[51]
- 5 de febrer, Xile: Violeta Parra, cantautora xilena (n. 1917).[52]
- 20 de febrer, Madrid: Luis de Galinsoga, periodista i polític espanyol.
- 5 de març:
  - Ottawa: Georges Vanier, polític quebequès, governador general del Canadà (n. 1888).[53]
  - Teheran (Iran):  Mohammed Mossadeq polític iranià primer ministre del seu país del 1951 al 1953.(n. 1882).[54]
- 6 de març, Budapest, Hongria: Zoltán Kodály, compositor, etnomusicòleg i pedagog musical hongarès (n. 1882).[55]
- 7 de març, París: Alice B. Toklas, escriptora estatunidenca, companya de Gertrude Stein (n. 1877).[56]
- 11 de març, Ridgefield, Connecticut, EUA: Geraldine Farrar, soprano i actriu estatunidenca (85 anys).[57]
- 27 de març, Praga (Txecoslovàquia): Jaroslav Heyrovský, químic txec, Premi Nobel de Química de l'any 1959 (n. 1890).
- 5 d'abril, Indianapolis, Indiana (EUA): Hermann Joseph Muller, biòleg i genetista estatunidenc, Premi Nobel de Medicina o Fisiologia de l'any 1946 (n. 1890).[58]
- 19 d'abril, Rhöndorf (Alemanya): Konrad Adenauer, canceller d'Alemanya, un dels pares de la Unió Europea (n. 1876)[54]
- 24 d'abril, 
  - óblast d'Orenburg (Unió Soviètica)ː Vladímir Mikhàilovitx Komarov, cosmonauta rus. Va morir quan la nau Soiuz 1 on anava va estavellar-se (n. 1927).[59]
  - Rochester, NY: Ida Presti: guitarrista i compositora clàssica francesa (n. 1924).[60]
- 26 d'abril, Medellín: María de los Ángeles Cano Márquez, política
- 15 de maig, Nova York, EUA: Edward Hopper, pintor (84 anys)[61]
- 7 de juny, Nova York (EUA): Dorothy Parker, poeta i escriptora estatunidenca (n. 1893).[62]
- 8 de juliol, Londres: Vivien Leigh, actriu anglesa de teatre i cinema.[63]
- 17 de juliol, Seaford, Anglaterra: Janet Lane-Claypon, metgessa anglesa, una de les fundadores de l'epidemiologia (n. 1877).[64]
- 21 de juliol, KwaDukuza, Sud-àfrica: Albert Lutuli, professor i polític sud-africà guardonat el 1960 amb el Premi Nobel de la Pau (n. 1897).[65]
- 31 de juliol, Heidelberg (Alemanya): Richard Kuhn, químic germano-austríac, Premi Nobel de Química de 1938 (n. 1900).[66]
- 26 d'agost, Storrington, West Sussex: Helen Gwynne-Vaughan, botànica i micòloga britànica (n. 1879).[67]
- 29 d'agost, Buenos Aires, l'Argentina: Julio Irigoyen, guionista i director de cinema
- 18 de setembre, Cambridge (Anglaterra): John Douglas Cockcroft, físic anglès, Premi Nobel de Física de 1951 (n. 1897).
- 27 de setembre, Greens Farms, Connecticut: Hilla von Rebay, artista abstracta, cofundadora i directora del Museu Solomon R. Guggenheim (n. 1890).[68]
- 3 d'octubre:
  - Londres (Regne Unit): Malcolm Sargent, director d'orquestra i músic britànic (n. 1895).[69]
  - Nova York (Estats Units): Woody Guthrie, cantautor de folk nord-americà (n. 1912).[70]
- 7 d'octubre, Croydon, Regne Unit: Ralph Norman Angell, escriptor, periodista i escriptor anglès, Premi Nobel de la Pau de l'any 1933 (n. 1872).
- 8 d'octubre: Westmisnter, Londres (Anglaterra): Clement Attlee, polític britànic, membre del Partit Laborista i primer ministre del Regne Unit entre 1945 i 1951.(n. 1883).[71]
- 9 d'octubre:
  - Londres (Anglaterra): Cyril Norman Hinshelwood, químic anglès, Premi Nobel de Química de l'any 1956 (n. 1897)
  - 9 d'octubre, Neuilly-sur-Seine (França): André Maurois, novel·lista francès (n. 1885).[72]
  - 20 d'octubre, Ōiso (Japó): Shigeru Yoshida (吉田 茂 Yoshida Shigeru), diplomàtic i polític japonès que va exercir de Primer Ministre del Japó (n. 1878).[73]
- 27 d'octubre, Montevideo, Uruguai: Marta Brunet, escriptora xilena (n. 1897).[74]
- 10 de novembre, Knoxville, Tennessee: Ida Cox, cantant i compositora estatunidenca de blues i jazz (n. 1896).[75]
- 22 de novembre, Stocksund: Edvin Kallstenius, compositor suec distingit en música de cambra i simfònica.
- 8 de desembre, Puerto Rico: Maria Rodrigo Bellido, compositora espanyola (n.1888).[76]
- 10 de desembre, Madison (Wisconsin): Otis Redding, músic nord-americà (n. 1941).[77]
- 1992 - Buenos Aires, Argentina: Celia Gámez, cantant i actriu argentina (n. 1905).
- 19 de desembre, Como, Llombardia: Carmen Melis, soprano italiana (n. 1885).[78]
- 30 de desembre, Dallastown, Pennsilvània: Paul Whiteman, director d'orquestra de jazz nord-americà (76 anys).
- Walter Harburger, compositor i musicòleg alemany.
- París (França): Mela Mutermilch, pintora polonesa naturalitzada francesa que visqué a Barcelona i Girona (n. 1876).[79]